# Llama (Cajamarca)
Llama é um distrito do Peru, departamento de Cajamarca, localizada na província de Chota.
O distrito é servido pela seguinte rodovia:
- PE-6A, que liga a cidade de Cochabamba  ao distrito de Reque (Região de Lambayeque)
- PE-6B, que liga a cidade ao distrito de Cochabamba [1][2][3]